# Latif Fajzijev
Latif Fajzijev (russisk: Латиф Абидович Файзиев) (født 2. januar 1929 i Tasjkent i Usbekistan, død 21. oktober 1994 i Tasjkent i Usbekistan) var en sovjetisk filminstruktør, skuespiller og manuskriptforfatter.

## Filmografi
- Prikljutjenija Ali-Baby i soroka razbojnikov (Приключения Али-Бабы и сорока разбойников, 1979)[1][2]